# Eburia amabilis
Eburia amabilis är en skalbaggsart som beskrevs av Carl Henrik Boheman 1859. Eburia amabilis ingår i släktet Eburia och familjen långhorningar.
Artens utbredningsområde är Panama. Inga underarter finns listade i Catalogue of Life.